# Volumnio Bandinelli
Volumnio Bandinelli (Siena, 1598 - Roma, 5 de junho de 1667) foi um cardeal do século XVIII

## Biografia
Nasceu em Siena em 1598. De família nobre.
No final da juventude, casou-se e teve filhos, vivendo na corte do grão-duque da Toscana. Sua esposa morreu e, muito tempo depois de sua morte, seu amigo, o novo papa Alexandre VII, chamou-o a Roma e nomeou-o camareiro de honra. Cônego da patriarcal basílica vaticana 29 de maio de 1657. Auditor da Câmara Apostólica.
Criado cardeal e reservado in pectore no consistório de 29 de abril de 1658.
Eleito patriarca titular de Constantinopla, 3 de junho de 1658. Prefeito do Palácio Apostólico e dos Cubiculi de Sua Santidade, governador de Castelgandolfo e assistente do Trono Pontifício, 5 de junho de 1658. Consagrado, 10 de junho de 1658, na igreja de S. Caterina di Siena, Roma, pelo cardeal Scipione Pannocchieschi d'Elci, arcebispo de Pisa, coadjuvado por Neri Corsini, arcebispo titular de Damieta, e por Carlo de' Vecchi, ex-bispo de Chiusi. Publicado no consistório de 5 de abril de 1660. Recebeu o chapéu vermelho e o título de S. Martino ai Monti, 19 de abril de 1660. Legado na Romagna, 5 de maio de 1660; entrou em sua legação no dia 16 de junho seguinte; ocupou o cargo até 1664. Não participou do conclave de 1667, que elegeu o Papa Clemente IX; morreu durante sua celebração.
Morreu em Roma em 5 de junho de 1667, em seu palácio romano, durante a sede vacante . Exposto e enterrado na basílica patriarcal de Latrão, abaixo do túmulo de seu ancestral, o Papa Alexandre III (1159-1181).